# Slojd
Slojd (jęz. szw. slöjd – zręczność, biegłość) – wywodzący się ze Skandynawii system nauczania prac ręcznych w drewnie, metalu, tekturze, wiklinie. Jego prekursorem był Uno Cygnaeus, który w Finlandii w 1866 opracował program nauczania robót ręcznych i wprowadził do szkół jako odrębny przedmiot. W Szwecji slojd spopularyzował Otto Aron Salomon (1849-1907), założyciel seminarium nauczycielskiego w Naas, w którym wykształcenie zdobyło ok. 3 tys. nauczycieli z całej Europy.
Celem wychowawczym nauki zręczności (slojdu) było:
- wpojenie dobrego smaku i miłości do pracy w ogóle,
- wdrożenie szacunku do ciężkiej pracy fizycznej, lecz użytecznej,
- rozwój uczucia niezależności i zaufania we własne siły,
- przyzwyczajenie do porządku, dokładności, czystości i schludności,
- rozwój oka, zmysłu dotykowego, poczucia formy, jak i zręczności ręki,
- przyzwyczajenie do uwagi, pomysłowości, do wytrwałości i cierpliwości,
- pobudzenie rozwoju sił fizycznych,
- zręczność w posługiwaniu się przyrządami,
- dokładne wykonanie robót[1].

Na ziemiach polskich slojd wprowadzono w latach 80. XIX w. do szkół galicyjskich oraz królestwa Polskiego (Maria Dunin-Sulgustowska, Józef Przyłuski, Franciszek Pększyc, Józef Siedmiograj). Początkowo slojdu uczono zgodnie ze wzorami szwedzkimi, ulegał on jednak modyfikacjom, jednak zgodnie z założeniami systemu skandynawskiego.
W Polsce międzywojennej twórcą koncepcji nauczania prac ręcznych – polskiej odmiany slojdu, był Władysław Przanowski założyciel i dyrektor Państwowego Instytutu Robót Ręcznych w Warszawie. Opracował on programy nauczania prac ręcznych w szkołach i seminariach nauczycielskich oraz podstawy metodyki nauczania tego przedmiotu, przede wszystkim: Dydaktyka pracy ręcznej („Encyklopedia wychowania”, Warszawa 1936) oraz liczne artykuły w kwartalniku „Praca Ręczna w Szkole”.